# Système d'aide à la conduite, à l'exploitation et à la maintenance
Cet article concerne un dispositif de signalisation ferroviaire. Pour la société de collecte et de répartition des droits, voir Société des auteurs, compositeurs et éditeurs de musique.

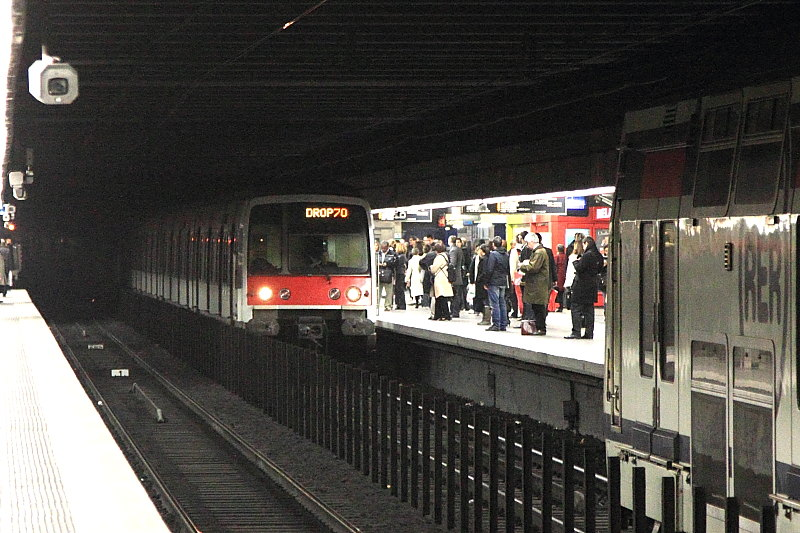
Une rame MI 84 entre en gare d'Auber alors qu'une rame Altéo n'a pas complètement libéré le quai.

Le système d'aide à la conduite, à l'exploitation et à la maintenance (SACEM), est un dispositif de signalisation en cabine équipant les rames de la ligne A du RER ; il fonctionne principalement sur le tronçon central de la ligne, entre la gare de Nanterre-Préfecture et celle de Val de Fontenay. Il a été également implanté sur certains tronçons du métro de Mexico,,.

## Fonctionnement
Le SACEM comporte un certain nombre d'émetteurs d'informations sous forme de boucles accordées placées sous les voies, une pour chaque division élémentaire ou canton. Un récepteur, placé en cabine, interprète et renvoie les informations vers le pupitre. L'interface présentée au mécanicien comporte un dispositif affichant un point de consigne de vitesse limite ou une indication dite pavé orange pour l'avertissement, pavé rouge clignotant pour la marche à vue (30 km/h maximum), pavé rouge pour l'arrêt, ainsi qu'un avertisseur sonore (vigilance) lorsque ce point de consigne s'abaisse. Le non-respect par le mécanicien de la consigne automatique dans un délai court (quelques secondes) entraîne un freinage d'urgence et l'arrêt de la rame (plantage).
Enfin, l'activation du SACEM entraîne l'annulation automatique du système de signalisation lumineuse classique, dont les indications sont remplacées par une simple croix de saint André (X). La quasi-totalité des indications présentées par les signaux latéraux sont alors annulées, à l'exception du carré, de l'œilleton, des indicateurs de direction et des indicateurs de voie partiellement occupée (avertissement + bande jaune et rouge clignotant).
En effet, ce système se fonde sur le découpage des cantons, ou sous-cantonnement, permettant de passer de 105 à 90 secondes entre chaque rame en station, équivalent au passage de 2 minutes 30 à 2 minutes en tunnel. Grâce à un cantonnement plus fin, elle permet à la ligne A d'avoir une fréquence des trains de type métro.
Dans le cas où la signalisation en cabine et la signalisation latérale sont en contradiction, le conducteur doit appliquer le signal le plus restrictif.
En cas de perturbation du trafic, si un train reste arrêté plus de 2 minutes et 30 secondes dans un tronçon couvert par SACEM, celui-ci se désactivera automatiquement après expiration de ce délai. Les signaux annulés se rallument et doivent être respectés mais l'affichage reste présent sur le pupitre. Le système sera réactivé automatiquement lors du franchissement du circuit de voie suivant, ré-annulant les signaux suivants.

## Extension et renouvellement du SACEM
Le schéma directeur de 2012 prévoyait pour la ligne A une extension du SACEM vers Neuilly-Plaisance en 2018 et jusqu'à Noisy-Champs en 2019 mais également de le renouveler d'ici 2022 par le système NExTEO.

## Pilotage automatique
De 2017 à 2018, Alstom Transport a équipé les rames Altéo et MI 09 du pilotage automatique GOA2 qui s'interface avec le système existant,,, ce qui permet de passer au niveau 2 d'automatisation.

## Galerie de photographies

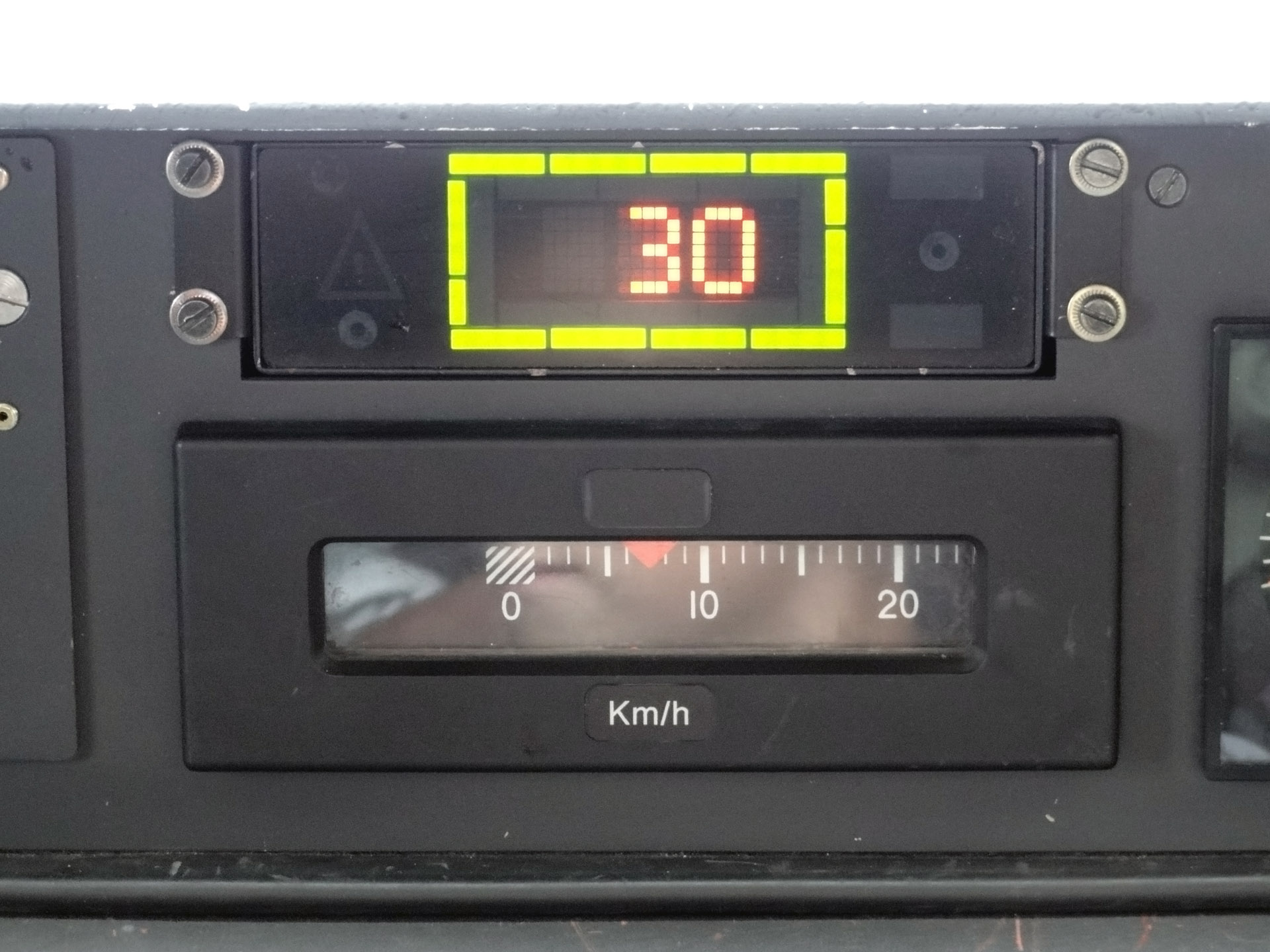
Indicateur SACEM sur le pupitre de conduite d'un élément MI 2N Altéo : la vitesse limite autorisée est de 30 km/h.
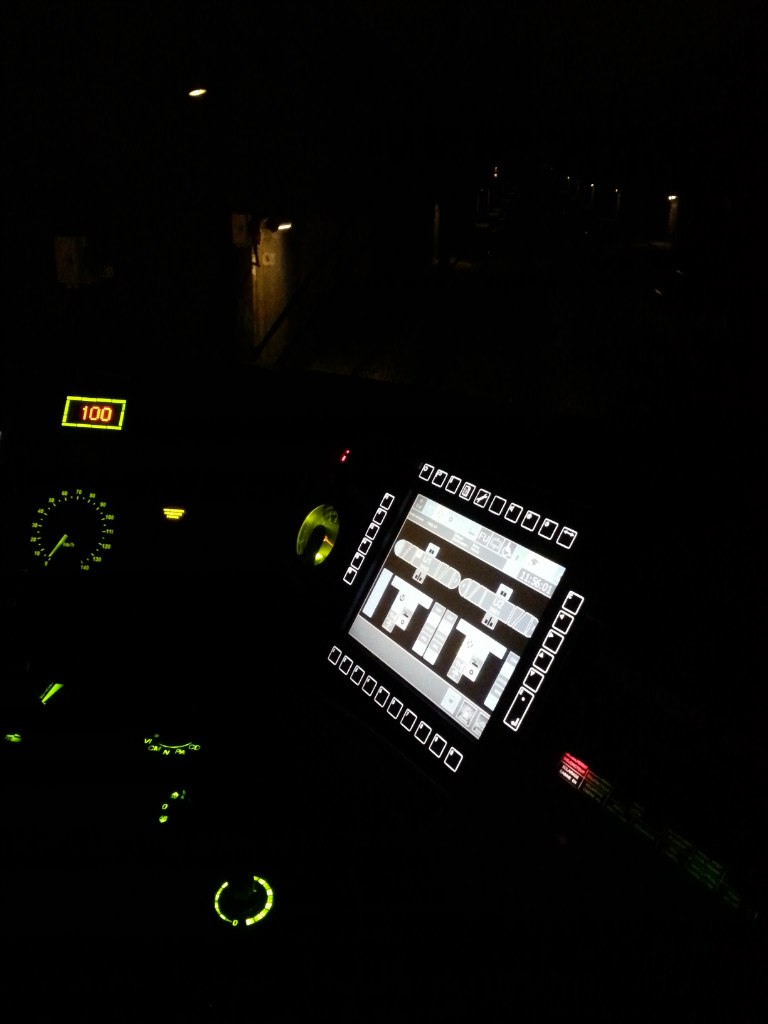
SACEM en fonctionnement sur le pupitre d'un MI 09 : la vitesse limite autorisée est de 100 km/h.
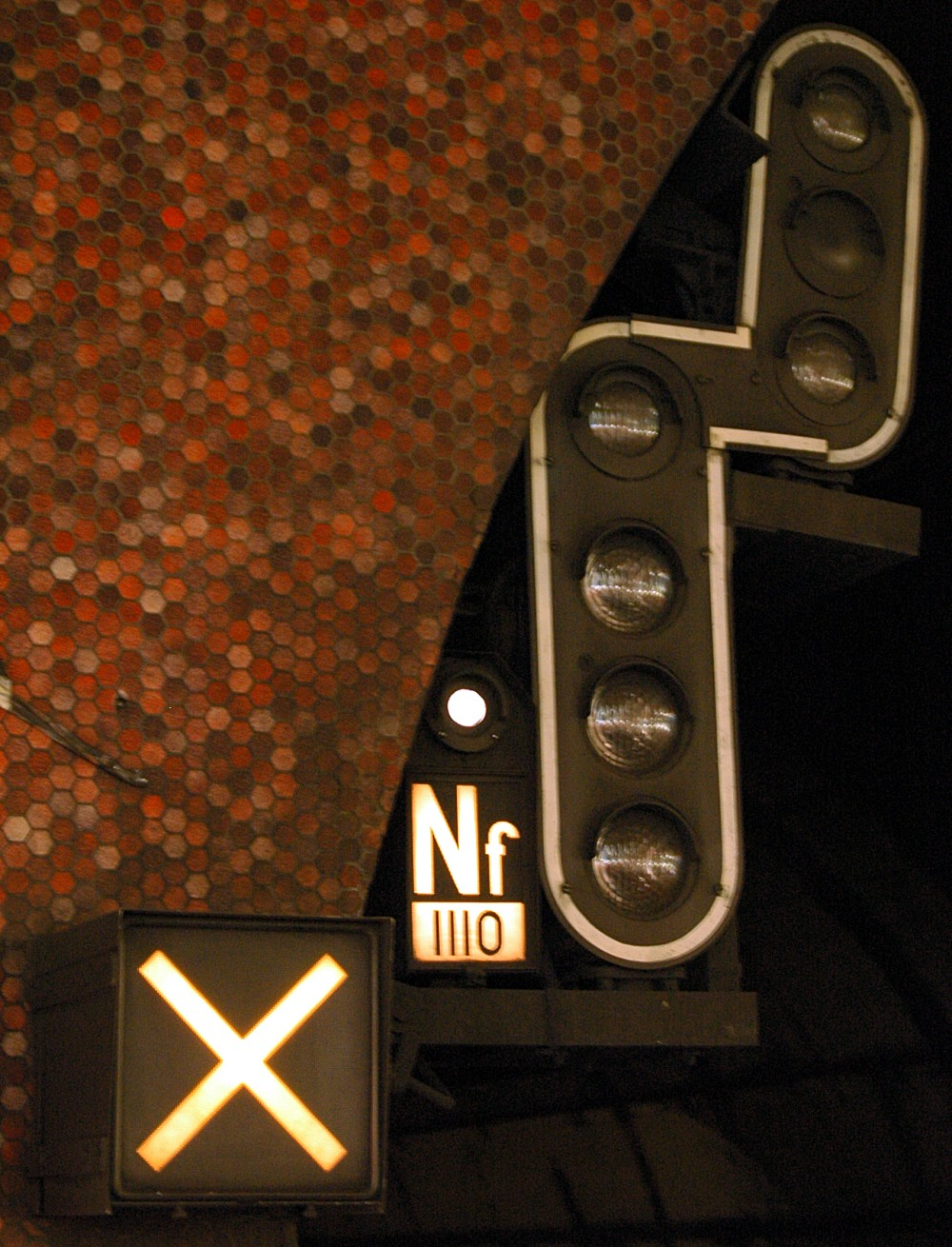
Annulation par SACEM du carré 1110 voie 2 à Nation.